# أحمد قاسم الجمعة
أحمد قاسم الجمعة (1938م) هو عالم آثار من الموصل.

## ترجمته
ولد بمدينة الموصل عام 1938م، وحضر الكتاتيب، واكمل دراسته الابتدائية والإعدادية فيها، والمتوسطة في هيت. حصل على البكالوريوس في الآثار الإسلامية عام 1962م من كلية الآداب بجامعة بغداد، وعين مدرساً في تربية الموصل في العام نفسه، والتحق بالبعثة العلمية عام 1967م لنيل شهادة الدكتوراه في الآثار من جامعة ادنبرة بالمملكة المتحدة إلا أن نكسة حزيران وقطع العلاقات الكاملة بينها وبين العراق من جرائها حال دون ذلك.
في عام 1970 نقلت خدماته إلى جامعة الموصل معيداً في كلية الآداب، ثم ارسل باجازة دراسية إلى مصر لنيل شهادتي الماجستير والدكتوراه حيث حصل على الماجستير في الآثار الإسلامية عام 1971م من كلية الآداب بجامعة القاهرة بتقدير (امتياز) مع التوصية على طبع الرسالة وتبادلها مع الجامعات الأجنبية عن رسالته الموسومة (محاريب مساجد الموصل إلى نهاية حكم الاتابكة).
وحصل على الدكتوراه في الآثار الإسلامية عام 1975بـ (مرتبة الشرف الأولى) مع التوصية بطبع الاطروحة وتبادلها مع الجامعات الأجنبية من كلية الآثار بجامعة القاهرة عن اطروحته الموسومة (الآثار الرخامية في الموصل خلال العهدين الاتابكي والايلخاني).
وكانت أول اطروحة من تلك الكلية تنال أعلى تقدير وأعلى توصية، ونظرا لأهميتها العلمية المبتكرة ومجلداتها الأربعة شبهها الدكتور عبد اللطيف إبراهيم رئيس لجنة المناقشات بـ (الأهرامات الأربعة في مصر)، في حين اعتبرها الدكتور حسن الباشا بـ (اركان الدنيا الأربعة).
رقي إلى مدرس عام (1975م) بعد حصوله على الدكتوراه، وإلى أستاذ مساعد عام (1983م)، وحصل على الاستاذية عام (1989م).

## مؤلفاته
من مؤلفاته:
- الفنون الزخرفية العربية الإسلامية، بغداد 1982.
- أصالة الأنظمة المدنية العربية، بين الحكمة، بغداد 1990
- أصالة المنشات المعمارية التخطيطية عند العرب، بيت الحكمة 1990
- دور البصرة في التراث العلمي العربي (ندوة)بالاشتراك، بيت الحكمة 1990[4]

كما نشر (62) بحثاً علمياً في المجلات العلمية المحكمة داخل القطر وخارجه وفي وقائع المؤتمرات والندوات العلمية.

## وصلات خارجية
- أحمد قاسم الجمعة على موقع أرشيف الشارخ.
- حوار مع أحمد قاسم الجمعة على يوتيوب- يوتيوب